# Ribesalbes
Ribesalbes è un comune spagnolo di 1 262 abitanti situato nella comunità autonoma Valenciana.

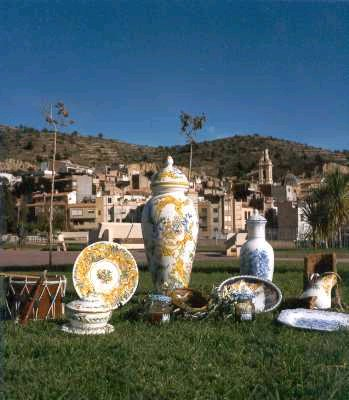
Loza de Ribesalbes